# Shawova abeceda
Shawova abeceda (ang. Shavian alphabet) je umetna pisava, zasnovana za preprost, glasniški zapis angleškega jezika, ter naj bi nadomestila neučinkovito črkovanje angleške latinice. Pobudo za njen nastanek je dal irski dramatik George Bernard Shaw, ki je tudi ob smrti za namene abecede zapustil veliko vsoto finančnih sredstev, zato je abeceda poimenovana po njem, čeprav jo je oblikoval Ronald Kingsley Read.
Shaw je postavil tri glavna merila za novo abecedo:
1. vsebovati mora vsaj 40 črk (angleščina namreč pozna nekako toliko - oz. po drugih štetjih 44 − glasnikov/fonemov);
2. čim bolj mora slediti glasoslovnim značilnostim angleškega jezika, torej: ena črka - en glasnik;
3. bistveno se mora razlikovati od latinične abecede, da bi se izognili vtisu, da so zapisi preprosto napačno črkovani latinični zapisi.

## Črke
Shawova abeceda je sestavljena iz treh vrst črk: visokih, globokih in kratkih.  Vsi samoglasniki razen soglasniško-samoglasniške ligature yew (vsaka črka ima namreč svoje ime) so kratki. Med soglasniki so kratke črke tekoči glasovi (r, l) in nosniki (m, n). Tekoča glasova, nosnika, polglasniki (y, w) in črke heng (h, ng) izhajajo druga iz druge s sukanjem ali preslikavo. Visoke črke so nezveneči soglasniki, razen Yea 𐑘 in Hung 𐑙. Visoka črka, zasukana za 180°, z visokim delom, ki zdaj sega pod osnovno črto, postane globoka črka, ki predstavlja ustrezne zveneče soglasnike (razen Haha 𐑣). Ti sukani pari, z izjemo soglasnikov heng, so enake črke, kot so že bile predstavljene v Pitmanovem hitropisu. Zlitniki, več dvoglasnikov in tresavni samoglasniki (samoglasniki pred črko r) so ligature.
|              | visoke in globoke črke: | visoke in globoke črke: | visoke in globoke črke: | visoke in globoke črke: | visoke in globoke črke: | visoke in globoke črke: | visoke in globoke črke: | visoke in globoke črke: | visoke in globoke črke: | visoke in globoke črke: |
| ------------ | ----------------------- | ----------------------- | ----------------------- | ----------------------- | ----------------------- | ----------------------- | ----------------------- | ----------------------- | ----------------------- | ----------------------- |
| Shawova črka |                         |                         |                         |                         |                         |                         |                         |                         |                         |                         |
| črka Unikoda | 𐑐                       | 𐑚                       | 𐑑                       | 𐑛                       | 𐑒                       | 𐑜                       | 𐑓                       | 𐑝                       | 𐑔                       | 𐑞                       |
| izgovorjava  | /p/                     | /b/                     | /t/                     | /d/                     | /k/                     | /ɡ/                     | /f/                     | /v/                     | /θ/                     | /ð/                     |
| ime/primer   | peep                    | bib                     | tot                     | dead                    | kick                    | gag                     | fee                     | vow                     | thigh                   | they                    |
|              |                         |                         |                         |                         |                         |                         |                         |                         |                         |                         |
|              |                         |                         |                         |                         |                         |                         |                         |                         |                         |                         |
| 𐑕            | 𐑟                       | 𐑖                       | 𐑠                       | 𐑗                       | 𐑡                       | 𐑘                       | 𐑢                       | 𐑙                       | 𐑣                       |                         |
| /s/          | /z/                     | /ʃ/                     | /ʒ/                     | /tʃ/                    | /dʒ/                    | /j/                     | /w/                     | /ŋ/                     | /h/                     |                         |
| so           | zoo                     | sure                    | measure                 | church                  | judge                   | yea                     | woe                     | hung                    | ha-ha                   |                         |
| kratke črke: |                         |                         |                         |                         |                         |                         |                         |                         |                         |                         |
|              |                         |                         |                         |                         |                         |                         |                         |                         |                         |                         |
| 𐑤            | 𐑮                       | 𐑥                       | 𐑯                       | 𐑦                       | 𐑰                       | 𐑧                       | 𐑱                       | 𐑨                       | 𐑲                       |                         |
| /l/          | /r/                     | /m/                     | /n/                     | /ɪ/                     | /iː/                    | /ɛ/                     | /eɪ/                    | /æ/                     | /aɪ/                    |                         |
| loll         | roar                    | mime                    | nun                     | if                      | eat                     | egg                     | age                     | ash                     | ice                     |                         |
|              |                         |                         |                         |                         |                         |                         |                         |                         |                         |                         |
|              |                         |                         |                         |                         |                         |                         |                         |                         |                         |                         |
| 𐑩            | 𐑳                       | 𐑪                       | 𐑴                       | 𐑫                       | 𐑵                       | 𐑬                       | 𐑶                       | 𐑭                       | 𐑷                       |                         |
| /ə/          | /ʌ/                     | /ɒ/                     | /oʊ/                    | /ʊ/                     | /uː/                    | /aʊ/                    | /ɔɪ/                    | /ɑː/                    | /ɔː/                    |                         |
| ado          | up                      | on                      | oak                     | wool                    | ooze                    | out                     | oil                     | ah                      | awe                     |                         |
| ligature:    |                         |                         |                         |                         |                         |                         |                         |                         |                         |                         |
|              |                         |                         |                         |                         |                         |                         |                         |                         |                         |                         |
| 𐑸            | 𐑹                       | 𐑺                       | 𐑻                       | 𐑼                       | 𐑽                       | 𐑾                       | 𐑿                       |                         |                         |                         |
| /ɑːr/        | /ɔːr/                   | /ɛər/                   | /ɜːr/                   | /ər/                    | /ɪər/                   | /iə/                    | /juː/                   |                         |                         |                         |
| are          | or                      | air                     | err                     | array                   | ear                     | ian                     | yew                     |                         |                         |                         |

Shawova abeceda ne označuje vélikih in malih črk/začetnic kot latinica; namesto uporabe velikih začetnic se za označevanje lastnih imen pred imenom postavi t. i. imenska pika ( · ). Stavki se običajno ne začnejo s piko, razen če je zahtevano kako drugače.
Nekateri uporabljajo tudi majhen krogec ( ⸰ ), za označevanje kratic; ta se postavi pred kratico. Vsa ostala pravila glede ločil in razmikov med besedami so skladna z običajnim angleškim pravopisom.
Za zapis vsakega znaka v abecedi je potrebna le ena poteza, pri pisanju je torej za posamezno črko treba dvigniti pisalo le enkrat, kar na splošno omogoča hitrejše pisanje kot latinica.
Črkovanje v delu Androklej sledi glasniškim posebnostim uveljavljene britanske izgovorjave, razen glasu "r" z zgornjimi ligaturami. Večino narečnih različic angleške izgovorjave je v veliki meri mogoče izpeljati iz tega črkovanja; vendar tisti, ki nekaterih glasov ne razločujejo, kar najpogosteje velja za samoglasnike, težko spontano izpeljejo uveljavljeno črkovanje. Na primer večina severnoameriških narečij združi 𐑭 /ɑː/ in 𐑪 /ɒ/ (tako kot v primeru father–bother, kjer se besedi rimata, kljub razliki v zapisanem samoglasniku), vendar velja v takih primerih za vodilo standardni angleški pravopis.
Načina označevanje naglasov ni, vendar v večini primerov redukcija nenaglašenih samoglasnikov zadošča za razlikovanje besednih parov, ki se v govorjenem govoru razlikujejo le po naglasu. Na primer samostalnik convict /ˈkɒnvɪkt/ (sl. "obsojenec") in glagol convict /kənˈvɪkt/ (sl. "obsoditi") se lahko črkuje 𐑒𐑪𐑯𐑝𐑦𐑒𐑑 ˈkɒnvɪkt ali 𐑒𐑩𐑯𐑝𐑦𐑒𐑑 kənvɪkt.
Poleg tega je pet pogostih (kratkih) besed angleškega jezika okrajšanih v posamezne črke: the ( 𐑞 ), of ( 𐑝 ), and ( 𐑯 ), to ( 𐑑 ) in often ( 𐑓 ).

## Zgodovina
George Bernard Shaw, pisatelj, kritik in dramatik, je bil glasen kritik angleškega črkovanja, ker to pogosto odstopa od t. i. abecednega načela - ena črka/kombinacija črk naj se enoznačno ujema z enim (pomenskorazločevalnim) glasom. Shaw je od leta 1926 do 1939 delal v BBC-jevem svetovalnem odboru za govorjeno angleščino, v katerem je bilo več zagovornikov glasniškega pisanja. Poznal je tudi Henryja Sweeta, avtorja abecede Current Shorthand, kljub temu pa je Shaw sam leta pisal svoja književna dela v Pitmanovem hitropisu. Vendar pa so se mu zdele tudi omejitve te pisave izjemno nadležne; ugotovil je, da Pitmanov hitropis ni primerna zamenjava za tradicionalni angleški pravopis, saj je njegovo tiskanje težko in ga je nemogoče tipkati. Shaw si je želel in zagovarjal glasniško preobrazbo črkovanja, kar je zahtevalo novo abecedo.
Vse njegovo zanimanje za preobrazbo črkovanja in abecede je bilo jasno razvidno iz Shawove oporoke iz junija 1950, v kateri je bilo določeno, da (Isaac) James Pitman s pomočjo javnega skrbnika razvije Shawovo abecedo. Po Shawovi smrti novembra 1950 in po nekaj pravnih sporih je skrbnik objavil svetovni natečaj za oblikovanje takšne abecede, s ciljem izdelati sistem, ki bi bil gospodaren način pisanja in tiskanja angleškega jezika. Na natečaju za oblikovanje nove abecede so zmagali štirje, vključno z Ronaldom Kingsleyjem Readom, ki si je več let obsežno dopisoval s Shawom glede takšne abecede. Read je bil nato imenovan za urednika zmagovalnih štirih modelov za izdelavo nove abecede.
Zaradi izpodbijanja Shawove poslednje volje si je sklad, zadolžen za razvoj nove abecede, lahko privoščil objavo le ene knjige: različice Shawove igre Androklej in lev, v dvoabecedni izdaji z ustaljenim in Shawovim črkovanjem (1962 Penguin Books, London). Izvodi so bili poslani v večje knjižnice v angleško govorečih državah.

## Druga tiskana besedila
Med letoma 1963 in 1965 je Read v Worcesterju v Združenem kraljestvu izdal 8 številk revije Shaw-script. Revija je uporabljala Shawovo abecedo, večino vsebine pa so prispevali navdušenci nad to pisavo. V zadnjih letih je bilo objavljenih več del klasične književnosti, prečrkovanih v Shawovo abecedo.
Prvo, ki je izšlo leta 2012, je bilo delo Edgarja Allana Poeja z naslovom Poe Meets Shaw: The Shaw Alphabet Edition of Edgar Allan Poe, avtorja Tima Browna. Ta knjiga je bila objavljena pri založbi Shaw Alphabet Books in je imela v prvotni izdaji dve različici. Ena, tako kot Androklej in lev, je imela poleg Shawove različice še latinično ustreznico, druga pa je bila samo v Shawovi abecedi.
Druga, ki je izšla leta 2013, je bila izdaja Alice v čudežni deželi (ang. Alice's Adventures in Wonderland), ki jo je v Shawovo abecedo prepisal Thomas Thurman. Ta je bila objavljena samo v Shawovi abecedi, brez vzporedne latinične ustreznice. Shawovo pisavo je oblikoval Michael Everson.
Leta 2019 je spletno mesto Shavian.info objavilo tiskano različico Prevzetnosti in pristranosti samo v Shawovi abecedi. 

## Nesoglasja
Med Shawovo skupnostjo se je pojavilo nekaj nesoglasij glede dodelitve glasovnih vrednostih nekaterim črkam. Predvsem je šlo za domnevno zamenjavo dveh parov črk.

### ZamenjavaHaha–Hung
Najpogostejše nesoglasje pri zamenjavah črk je bilo zaradi para Haha–Hung. Najbolj prepričljiv dokaz za to zamenjavo je v imenih črk: nezveneča črka Haha je globoka, zveneča črka Hung, ki napeljuje na nižji položaj, pa je visoka. Pogosta je domneva, da gre za tiskarsko napako, do katere je prišlo pri hitrem tiskanju Shawove izdaje Androklej in lev, saj v nasprotnem primeru ta zamenjava postavlja pod vprašaj sistem visokih črk kot nezvenečih soglasnikov in globokih črk kot zvenečih soglasnikov.
Zagovorniki tradicionalne Shawove abecede pa menijo, da namen Kingsleyja Reada morda ni bil, da bi bil ta sistem vseobsegajoč, saj se zdi, da je v prejšnji različici Shawove abecede samo navpična postavitev služila temu namenu, preden so bila uvedena sukanja. Poleg tega je Read morda namerno obrnil te črke, morda zato, da bi poudaril, da te črke predstavljajo nepovezane glasove.
Obe strani v razpravi sta navedli svoje razloge, vključno s sklici na različne sloge latiničnih črk (tako /g/ v /-ing/, ki je v pisavi pogosto napisan s spodnjo zanko) in vplivom višine črk na začetku in koncu besed; vendar ni gotovo, ali je Read upošteval katero od teh. Ker je črka, ki predstavlja isti glas v Readovem Quikscriptu, videti enaka "Hung", je dvomljivo, da je Read črko pomotoma dvakrat obrnil – morda je mislil, da je najbolje pustiti stvari takšne, kot so bile, ne glede na napako ali ne, zlasti popravljen /ng/ bi lahko v prenagljenem ali neprevidnem pisanju zamenjali z njegovo novo črko za /n/ v Quikscriptu.

### Druge zamenjave
Dve drugi črki, ki sta po mnenju nekaterih zamenjani – namerno ali ne – sta Air in Err. Obe sta ligaturi in njuno razmerje do drugih črk se običajno jemlje kot dokaz za to zamenjavo.
Eno od prepričanj, ki vodi do takšnih trditev, je, da medtem ko je Air "𐑺" videti kot ligatura črk Ado "𐑩" in Roar "𐑮", se obravnava kot ligatura črk Egg "𐑧" in Roar " 𐑮". Pričakovali bi, da je ligatura teh črk zvezana na dnu in odprta na vrhu, vendar je ravno nasprotno.
Drugo takšno prepričanje je, da čeprav se zdi, da je Err "𐑻" ligatura črk Egg "𐑧" in Roar "𐑮", se obravnava kot ligatura Up "𐑳" in Roar "𐑮". Glede na njihov videz bi pričakovali, da je ligatura teh črk zvezana na vrhu in odprta na dnu, zaradi česar bi bilo treba takšno črko napisati tako, da se gre čez vnaprej napisane vrstice ali se dvigne pero -  vendar, kot že rečeno, je res ravno obratno.

## Različice

### Quikscript
Nekaj let po prvi objavi Shawove abecede jo je Read razširil in ustvaril Quikscript, znan tudi kot Read Alphabet. Quikscript naj bi bil bolj uporaben za rokopis, zato je bolj lepopisen in uporablja več ligatur. Številne oblike črk so v obeh abecedah približno enake.

### Shawova abeceda v esperantu (Ŝava alfabeto)
John Wesley Starling je razvil prilagoditev abecede esperantu; čeprav njena uporaba ni splošno razširjena, je bila izdana vsaj ena knjižica s prečrkovanimi vzorčnimi besedili.  Ker je ta jezik že črkovan glasniško, je pretvorba iz latiničnih v Shawove črke precej premočrtna, čeprav je dodanih več ligatur za običajne sklope samoglasnikov z "n" in "s" ter nekatere pogoste kratke besede. Samoglasniki uporabljajo črke pravopisno enakovrednih kratkih samoglasnikov v angleščini (tj. ă ĕ ĭ ŏ ŭ ), le da sta "o" in "u" obrnjena, prav tako " j " in "w" . Samoglasniški črki "oo" sta dodeljeni "m" in "n", nepotrebni črki za "th" in "ng" pa sta dodeljeni glasovoma "c" in "ĥ".
| Shawova črka     | 𐑨             | 𐑚   | 𐑔    | 𐑗    | 𐑛   | 𐑧   | 𐑓   | 𐑜   | 𐑡    | 𐑣   | 𐑙   | 𐑦   | 𐑢   | 𐑠   |
| izgovorjava      | [a]           | [b] | [ts] | [tʃ] | [d] | [e] | [f] | [ɡ] | [dʒ] | [h] | [x] | [i] | [j] | [ʒ] |
| prilagojen zapis | a             | b   | c    | ĉ    | d   | e   | f   | g   | ĝ    | h   | ĥ   | i   | j   | ĵ   |
|                  |               |     |      |      |     |     |     |     |      |     |     |     |     |     |
|                  | 𐑒             | 𐑤   | 𐑫    | 𐑵    | 𐑩   | 𐑐   | 𐑮   | 𐑕   | 𐑖    | 𐑑   | 𐑪   | 𐑘   | 𐑝   | 𐑟   |
| [k]              | [l]           | [m] | [n]  | [o]  | [p] | [r] | [s] | [ʃ] | [t]  | [u] | [w] | [v] | [z] |     |
| k                | l             | m   | n    | o    | p   | r   | s   | ŝ   | t    | u   | ŭ   | v   | z   |     |
|                  | kratke besede |     |      |      |     |     |     |     |      |     |     |     |     |     |
|                  |               |     |      |      |     |     |     |     |      |     |     |     |     |     |
| la               | kaj           | aŭ  |      |      |     |     |     |     |      |     |     |     |     |     |

## Unikod
Shawova abeceda je bila dodana standardu Unikod aprila 2003 z izdajo različice 4.0, kjer pa esperantske ligature niso podprte.
Blok Unikod za Shawovo abecedo je U+10450 – U+1047F in je v ravnini 1 (dodatna večjezična ravnina).
Predloga:Unicode chart Shavian

### Fonti
Čeprav je bila Shawova abeceda leta 2003 dodana v Unicode 4.0, so fonti za to abecedo še vedno precej redki. Preden je bila standardizirana, so bili izdelani fonti, ki so vključevali Shawove črke na mestih rimskih črk in/ali na dogovorjenem mestu v območju zasebne uporabe Unikod, ki jim je bilo dodeljeno iz registra Unicode ConScript in ga je zdaj nadomestil uradni standard Unikod.
Naslednji fonti vsebujejo popolno podporo Unikod za Shawovo abecedo. Operacijski sistemi Windows/Mac OS/Linux potrebujejo fonte, kot so ti, za prikaz Shawovih črk.
- Andagii
- Apple Symbols, del Mac OS X v10.5 Leopard
- Code2001 (del družine pisav Code2000, vsebuje grobo narisane Shawove znake iz različice 0.919 - april 2008).
- Everson Mono
- ESL Gothic Unicode
- Fairfax HD
- Inter Alia
- MPH 2B Damase
- Noto Sans Shavian
- Segoe UI Historic (del Windowsa 10 )
- Trabajo
- in drugi